# Podophyllum peltatum
Podophyllum peltatum är en berberisväxtart som beskrevs av Carl von Linné. Arten ingår i släktet fotblad och familjen berberisväxter. Inga underarter finns listade i Catalogue of Life.
Växten, som förekommer i Nordamerika kallas där May Apple, den har även kallats vildcitron. Frukten är ätbar och dess långsträckta bruna rotstock har använts medicinskt för utvinning av podofyllin, ett blekgult pulver som bland annat innehåller pikropodofyllin och det laxerande ämnet podofyllotoxin. Cellgiftet etoposid som används som läkemedel vid vissa cancerformer är ett derivat av podofyllotoxin. Den odlas på skuggiga ställen och på stenberg[förklaring behövs].

## Bildgalleri

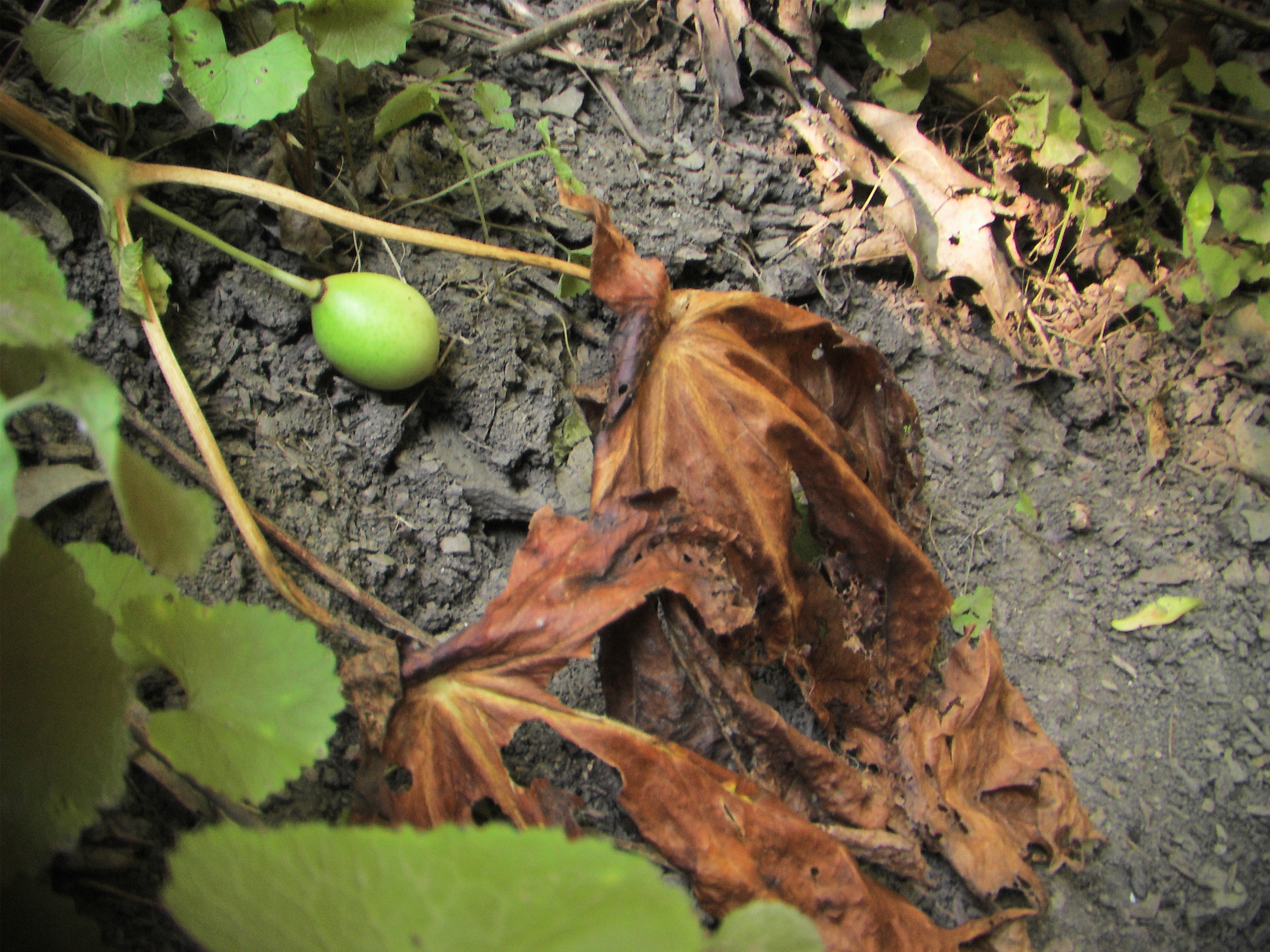
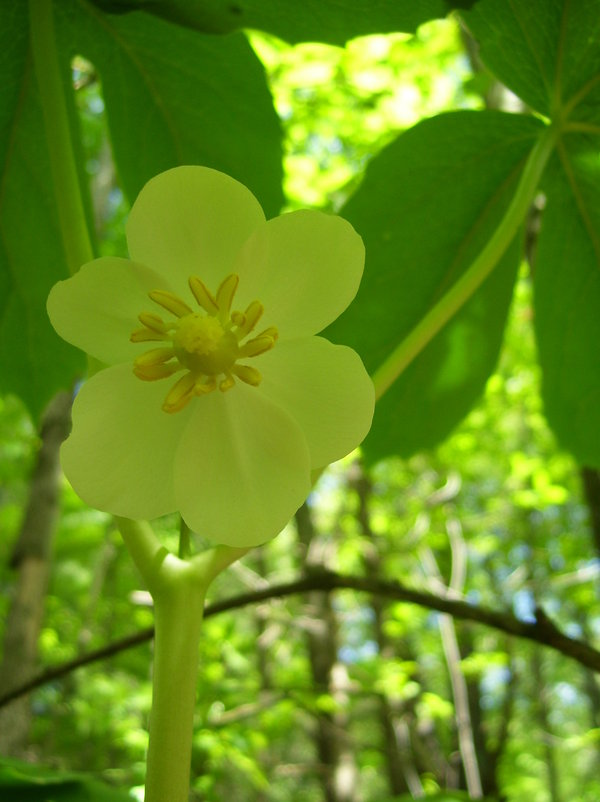
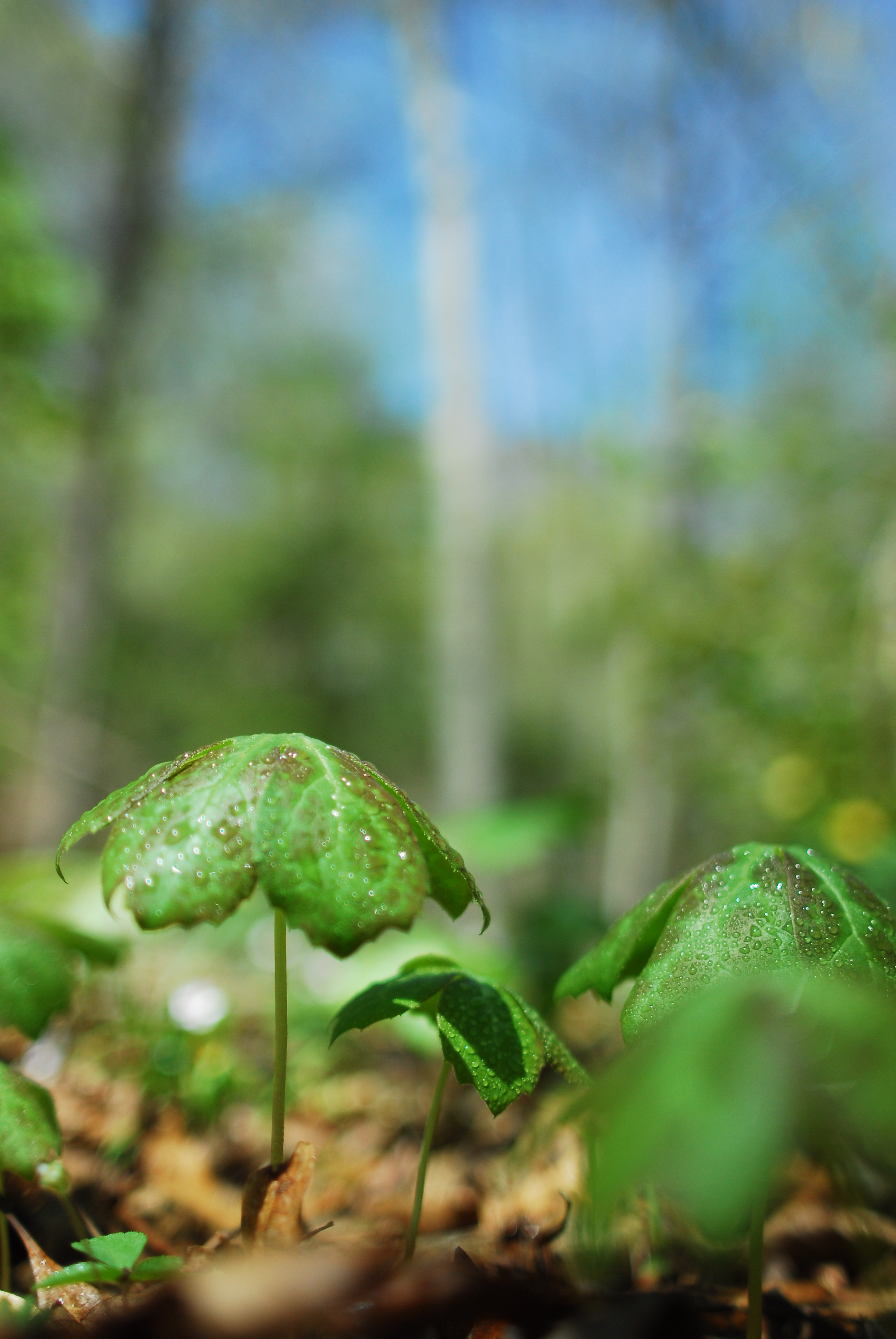
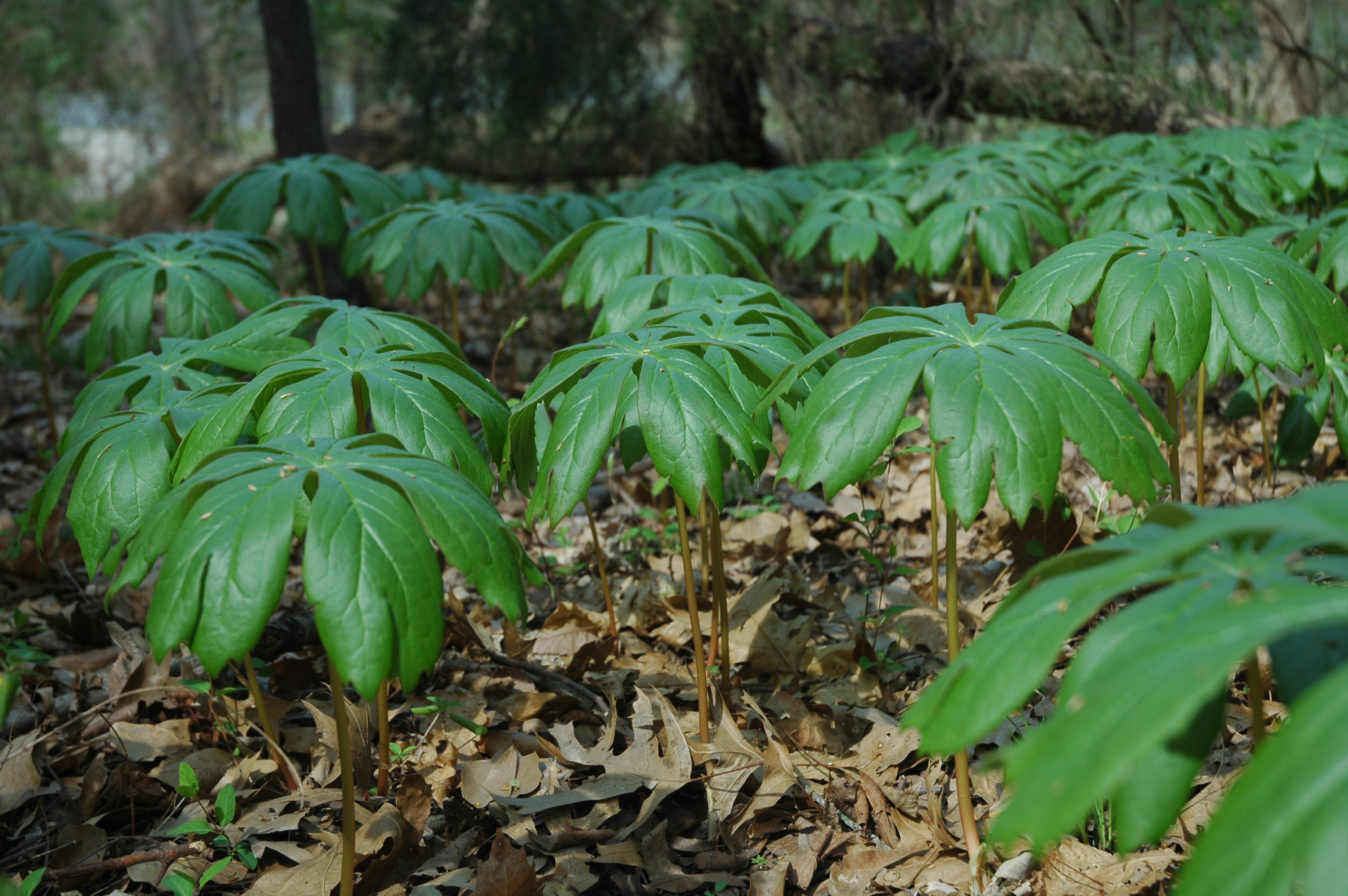
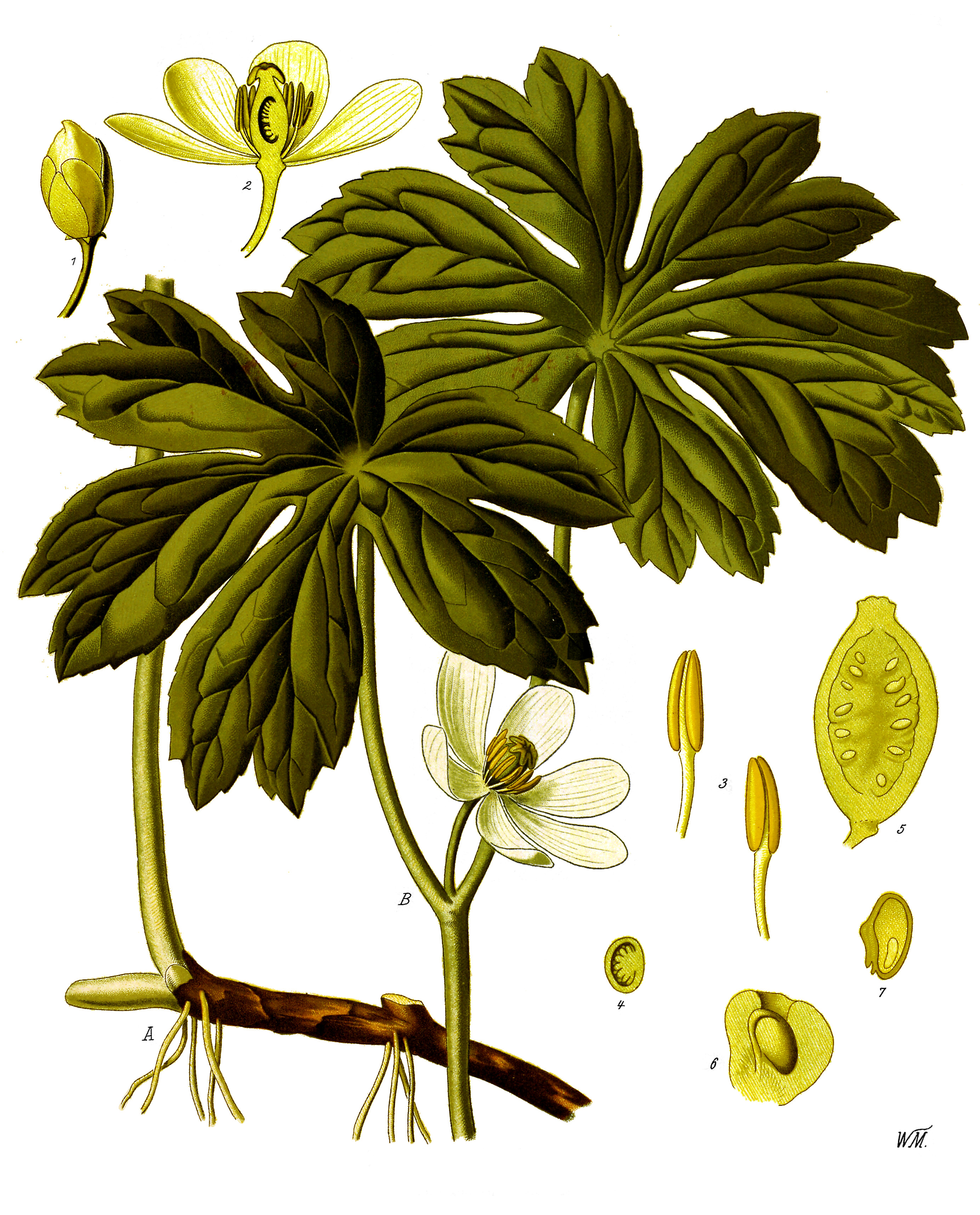